# لاري روتشيلد
لاري روتشيلد (بالإنجليزية: Larry Rothschild)‏ هو لاعب كرة قاعدة أمريكي، ولد في 12 مارس 1954 في شيكاغو في الولايات المتحدة.

## وصلات خارجية
- لاري روتشيلد على موقع دوري كرة القاعدة الرئيسي (الإنجليزية)
- لاري روتشيلد على موقعبيزبول رفرنس.كوم (الدوري الرئيسي) (الإنجليزية)
- لاري روتشيلد على موقعبيزبول رفرنس.كوم (الدوري الثانوي) (الإنجليزية)
- لاري روتشيلد على موقع إي إس بي إن.كوم (أم.أل.بي) (الإنجليزية)
- لاري روتشيلد على موقع مشجعي الرسوم البيانية (الإنجليزية)